# Grande Prêmio de Gazipaşa feminino
O Grande Prêmio de Gazipaşa feminino (oficialmente: Grand Prix Gazipaşa - WE) é uma competição de ciclismo profissional feminina]] de ciclismo em estrada de um dia que se disputa anualmente entre Gazipaşa e Kahyalar na Província de Antalya na Turquia. É a versão feminina da carreira do mesmo nome.
A primeira edição correu-se no ano 2019 como parte do Calendário UCI Feminino baixo a categoria 1.2.

## Palmarés
| Ano  | Vencedor    | Segundo            | Terceiro           |
| ---- | ----------- | ------------------ | ------------------ |
| 2019 | Ina Savenka | Maria Novolodskaya | Mariia Miliaeva    |
| 2020 | Olga Shekel | Polina Kirillova   | Galina Chernyshova |
| 2022 | Olga Shekel | Julia Biryukova    | Yanina Kuskova     |

## Palmarés por países
| País         | Vitórias |
| ------------ | -------- |
| Bielorrússia | 1        |
| Ucrânia      | 1        |